# Lim
 For alternative betydninger, se Lim (flod).
Lim er et materiale, der kan bruges til at få flere genstande til at hænge sammen. 
Lim fås både i (helt eller delvis) flydende form såsom for eksempel kontaktlim, sekundlim, snedkerlim og andre slags lim, man for visse typer kun skal bruge med største forsigtighed og over til limtyper i fast form, som i for eksempel limstifter, der helt uden risiko kan bruges af børnehavebørn. 
Ved kontaktlim skal man holder emnerne klemt sammen i et stykke tid, før det har nogen effekt, mens andre typer lim virker med det samme. Lim, beregnet til børn (limstifter), kan som regel skylles væk med almindelig vand.